# ДТМ
Германският туристически шампионат (DTM) е автомобилно състезание, провеждано в Германия.
Създаден е през 1984 г. за състезания с така наречените „заводски“ автомобили, тоест с външен вид като на серийните автомобили.
Стартовете се провеждат в няколко европейски страни (Турция, Нидерландия, Германия, Португалия, Чехия, Великобритания, Белгия) поради големия интерес към състезанието. Характеризира се с много динамичност, изпреварвания и красиви изпълнения от пилотите.
Обикновено в шампионата участват бивши величия от Формула 1, и изгряващи пилоти от по-ниски серии.

## Регламент
Шампионатът се състои от 11 кръга (от 2004 г.), първият и последният кръг традиционно се провеждат на германската писта Хокенхаймринг.
В състезателния уикенд се провеждат:
- в петък – свободни тренировки;
- в събота – тренировка и квалификация;
- в неделя – сутрешна тренировка, подгряваща обиколка (warm-up) и състезание;
- Квалификацията от 2006 г. се провежда на принципа на отпадането, аналогична на тази във Формула 1, първа част – (15 минути) остават 16 пилоти, втора част (10 минути) – 8 пилоти. Последна част е с време 7 минути.
- Състезание с времетраене 1 час, точки се начисляват на класиралите се от 1. до 8. място по система 10-8-6-5-4-3-2-1

Болидите от DTM имат почти 100% външно сходство със серийните автомобили, които срещаме по улиците, но всъщност приликата се свежда само до една – фаровете.
Двигателят е отпред, разположен максимално ниско заради центъра на тежестта, теглото е разпределено приблизително 50%/50% между предна и задна ос, външната прилика идва от специални панели, които се свалят с лекота за лесно обслужване. Вместо стъкла се използват специални полимерни пластмаси, издържащи голямо натоварване и издръжливи при удар.
Силовият агрегат е четирилитров, предно разположен, с конфигурация V8 (цилиндрите са разположени на 90°), с мощност около 470 к.с., с ограничители на отворите за въздуха. Трябва да се използва само един двигател за целия сезон, затова фирмите производители ги правят много надеждни и здрави.
Силовото предаване е на задните колела, скоростна кутия – 6-степенна, подредена и стандартна трансмисия, чийто доставчик е един и промени не са разрешени.
Окачването е независимо на четирите колела и регулируеми газови амортисьори.
Спирачната система е с карбонови дискове, двойно вентилирани. Могат да се настройват по време на състезание от пилота.
Гуми: предни – 265/660-R 18 цола, задни – 280/660-R 18 цола.
Размери на болида: дължина 4800 mm, ширина 1850 mm, височина 1200 mm, еднакви за всички участници.
Вградени в купето пневматични крикове, при пит-стоп механикът включва отвън на купето шланг в специално отверстие и подава сгъстен въздух към повдигащите крикове и машината се повдига.

## Бивши пилоти от Формула 1, участвали и участващи в DTM
- Мика Хакинен – Мерцедес-Бенц АМГ, двукратен световен шампион от Формула 1
- Жан Алези – Мерцедес-Бенц АМГ
- Хайнц-Харолд Френцен – Опел Вектра
- Бернд Шнайдер – Мерцедес-Бенц АМГ
- Ралф Шумахер – Мерцедес-Бенц АМГ
- Тимо Глок – БМВ М3 ДТМ
- Витали Петров – Мерцедес-Бенц АМГ

## Шампионите от DTM
| година | шампион          | страна | болид                    |
| ------ | ---------------- | ------ | ------------------------ |
| 1984   | Фолкър Штрисек   |        | BMW Serie 6\|BMW 635 CSi |
| 1985   | Пер Стюресон     |        | Volvo 240 Turbo          |
| 1986   | Курт Тим         |        | Rover Vitesse            |
| 1987   | Ерик ван де Поле |        | BMW M3                   |
| 1988   | Клаус Лудвиг     |        | Ford Sierra Cosworth     |
| 1989   | Роберто Равалия  |        | BMW M3                   |
| 1990   | Ханс-Йоаким Щук  |        | Audi V8 Quattro          |
| 1991   | Франк Биела      |        | Audi V8 Quattro          |
| 1992   | Клаус Лудвиг     |        | Mercedes 190E            |
| 1993   | Никола Ларини    |        | Alfa Romeo 155 V6        |
| 1994   | Клаус Лудвиг     |        | Мерцедес-Бенц C-класа    |
| 1995   | Бернд Шнайдер    |        | Мерцедес-Бенц C-класа    |
| 1996   | Мануел Ройтер    |        | Opel Calibra V6          |
| 2000   | Бернд Шнайдер    |        | Мерцедес-Бенц CLK-класа  |
| 2001   | Бернд Шнайдер    |        | Мерцедес-Бенц CLK-класа  |
| 2002   | Лоран Айело      |        | Audi TT                  |
| 2003   | Бернд Шнайдер    |        | Мерцедес-Бенц CLK-класа  |
| 2004   | Матиас Екстрьом  |        | Audi A4                  |
| 2005   | Гари Пафет       |        | Мерцедес-Бенц C-класа    |
| 2006   | Бернд Шнайдер    |        | Мерцедес-Бенц C-класа    |
| 2007   | Матиас Екстрьом  |        | Audi A4 DTM              |
| 2008   | Тимо Шайдер      |        | Audi A4 DTM              |
| 2009   | Тимо Шайдер      |        | Audi A4 DTM              |
| 2010   | Пол ди Реста     |        | Mercedes-Benz            |
| 2011   | Мартин Томчик    |        | Audi                     |
| 2012   | Бруно Шпенглер   |        | BMW                      |

## Болиди участници за 2013
- Mercedes-Benz
- Audi
- BMW